# Bukvik Gornji
Bukvik Gornji – wieś w Bośni i Hercegowinie, w dystrykcie Brczko. W 2013 roku liczyła 121 mieszkańców, z czego większość stanowili Serbowie.